# Sebastia
Sebastia (en árabe: سبسطية‎, Sabastiyah; griego: Σεβαστη, Sevastee; en hebreo: סבסטי‎, Sebasti; latín: Sebaste), también conocido como Sabastia o Sabastiya, es un pueblo palestino ubicado en la Gobernación de Nablus, en la Cisjordania ocupada (Palestina), a unos 12 kilómetros al noroeste de la ciudad de Nablus. La superficie municipal es de 4.810 dunums (4,81 kilómetros cuadrados), con una zona urbanizada de 150 dunums, y según las proyecciones de población de la Oficina Central de Estadísticas de Palestina, a mediados de 2024 tenía una población de 3628 habitantes. La mayoría de los terrenos municipales se encuentran en la denominada Zona C, administrada directamente por Israel.
En Sebastia se encuentran un importante número de yacimientos arqueológicos entre los que destaca la Mezquita de Nabi Yahya, construida sobre una antigua catedral cruzada que, según la tradición, guarda los restos de Juan el Bautista. Sebastia fue propuesta en 2012 como candidata para ser nombrada Patrimonio de la Humanidad de la UNESCO.

## Historia

### Antigüedad

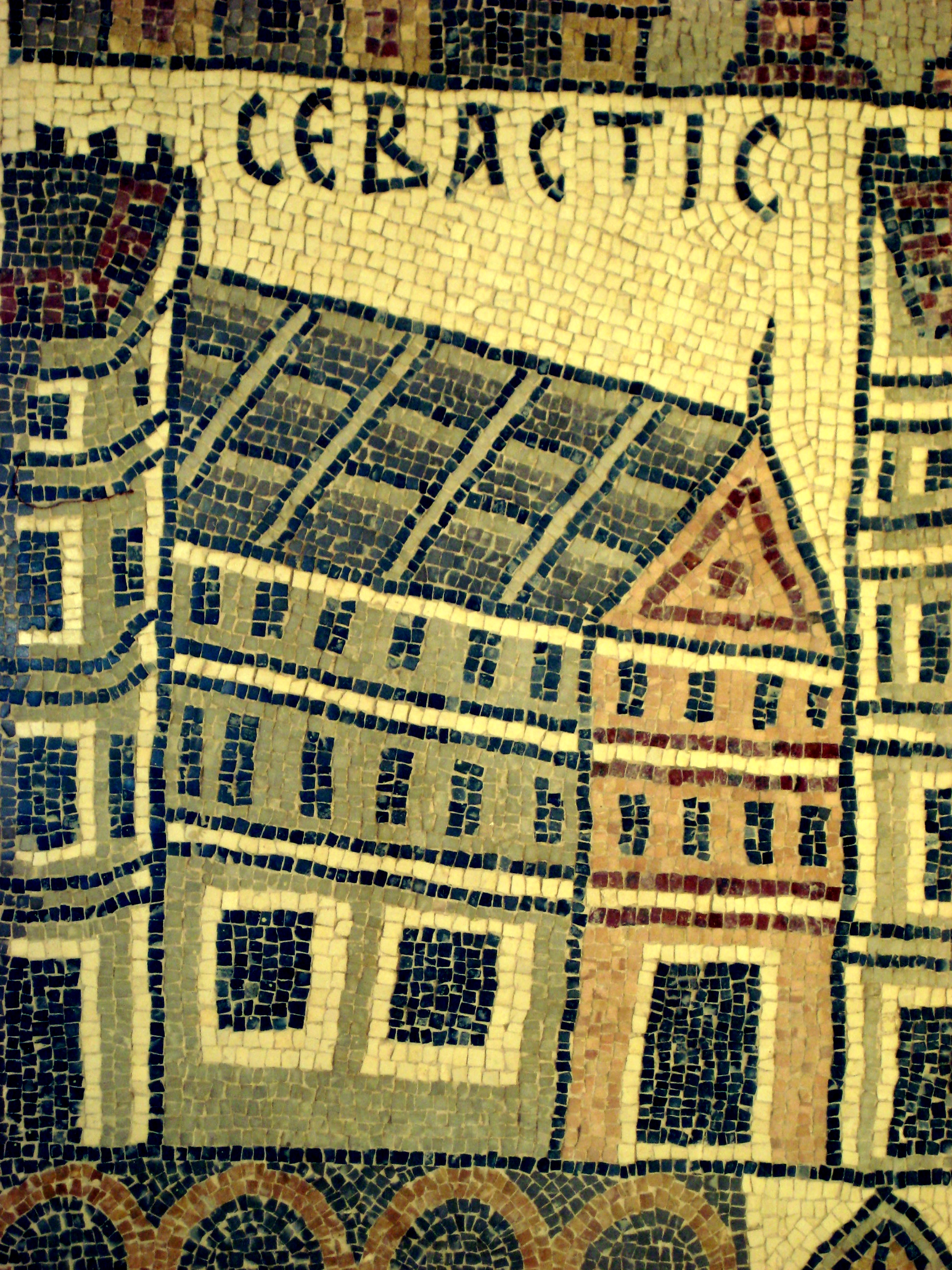
Mosaico del año 785 que muestra la antigua ciudad de Sebastia en la Iglesia de San Esteban en Umm Rasas, Jordania

Las excavaciones realizadas en Sebastia indican que el lugar comenzó a estar habitado en la Era Calcolítica, en torno al año 4000 a. C. Según Flavio Josefo, antes de que Herodes I renombrase el pueblo en honor a César Augusto, su nombre original había sido Samaría. Con el cambio de nombre, Herodes el Grande quería dedicar la ciudad al emperador Augusto (el adjetivo latino "augustus" en griego se dice sebastos, de dónde viene su nuevo nombre). Según la Biblia Hebrea, el nombre de Shomrón (Samaría) se debe a que el terreno donde se construyó la ciudad se lo habría comprado el rey Omrí a un tal Shémer hacia el año 876. El rey convertiría la nueva ciudad en capital del Reino de Israel durante los siglos IX y VIII a. C. Su sucesor, Ajab, construyó un templo en honor a Baal bajo la influencia de su esposa fenicia Jezabel, templo que sería posteriormente destruido por Jehú. La ciudad alcanzó su máximo apogeo durante el reino de Jeroboam II (784-748 a. C.). En el año 722 o 721 a. C., Samaria fue conquistada por las fuerzas del emperador asirio Sargón II tras tres años de asedio, suponiendo el fin del Reino de Israel y convirtiéndose en la capital de la provincia asiria de Samaria. Los israelitas fueron llevados como esclavos a Babilonia mientras que la ciudad de Samaria era repoblada con caldeos. Cuando los persas conquistaron la región, Samaria continuó siendo la capital de la provincia de Palestina central.
La ciudad fue destruida dos veces en poco más de dos siglosː primero por Alejandro Magno en el año 332 a. C., que reconstruiría las murallas y añadiría una torre circular, asentándose muchos macedonios en la ciudad, y después por Juan Hircano I en el 107 a. C. Pompeyo la reconstruyó en el 63 a. C., incorporándola a la provincia romana de Siria, y César Augusto se la entregó a Herodes I en el año 27 a. C. Herodes la expandió y renovó, y de su reinado datan la basílica, el foro, el estadio y el acueducto, trayendo seis mil nuevos habitantes y renombrándola "Sebaste", que significa "Augusto", en honor al emperador. Herodes I celebró uno de sus muchos matrimonios en Sebastia e hizo traer a sus hijos Alejandro y Aristóbulo a la ciudad para poco después, en el año 7 a. C., estrangularlos por su orden tras un juicio celebrado en Berytus. Durante la primera guerra judeo-romana, los judíos quemaron la ciudad en el año 66 d. C. Septimio Severo le concedió el estatus de colonia en el año 200 d. C., construyendo una basílica aún mayor y una columnata a lo largo de la calle del mercado con nada menos que 600 columnas. A comienzos del siglo III se construyó un teatro en la ciudad.

### Edad Media
Sebastia fue la sede de un obispado durante la época en la que el Imperio Bizantino controló Palestina, así como durante el Reino cruzado de Jerusalén. En 1165, los cruzados construyeron una catedral sobre los restos de una basílica bizantina en cuyas criptas se mantenían los restos de Juan el Bautista y reliquias de Abdías y Eliseo. Tras la reconquista del Reino de Jerusalén de manos musulmanas, el presbiterio y el ábside de la catedral se usaron como base para construir una mezquita en 1187. Aparece citada en los escritos de Yaqut al-Hamawi (1179-1229), que la situó como parte de la provincia Filastin de Jerusalén, ubicada a dos días de la ciudad, en el distrito de Nablus. Además, el famoso geógrafo sirio añadeː "Aquí están las tumbas de Zacaryyah y Yahya, los hijos de Zakariyyah (Juan el Bautista), y de muchos otros profetas y santos.

### Época otomana
Sebastia pasó a formar parte del Imperio Otomano en 1517 junto con el resto de Palestina, y en 1596 aparecía en los registros de impuestos como parte de la nahiya de Jabal Sami, del liwa de Nablus. Tenía una población de 20 hogares y 3 solteros, todos ellos musulmanes. Sus habitantes pagaban impuestos por trigo, cebada, cultivos de verano, olivos, ingresos ocasionales, cabras o panales de abejas.
 

El explorador francés Victor Guérin visitó el pueblo en 1870 y dejó anotado que tenía menos de mil habitantes. En 1882, el Estudio de Palestina Occidental realizado por el Fondo para la Exploración de Palestina describía a Sebastiaː

"una aldea grande y floreciente, con casas de piedra y barro, en la colina de la antigua Samaria. Su ubicación es muy buena; la colina se alza entre 400 y 500 metros sobre un valle abierto hacia el norte, y está aislada por todas partes excepto por el este, donde un estrecho paso aparece a unos 200 pies por debajo de la cima de la colina. Hay una planicie en la cumbre a cuyo extremo oriental yace la aldea, planicie que se extiende hacia el oeste poco más de media milla. Una loma un tanto más alta se erige en esta planicie, hacia el oeste de la aldea, desde donde se obtiene una hermosa vista que llega hasta el Mediterráneo. Toda la colina está formada de una tierra blanda organizada en terrazas hasta la mismísima cima. Hacia el norte está desnuda y blanca, con inclinadas laderas y unos pocos olivos; hay una suerte de recoveco en ese costado en el que se alzan las columnas más bajas. Hacia el sur hay un hermoso olivar, elevándose terraza tras terraza, que cubre por completo ese lado de la colina; también hay una pequeña extensión de tierra en la que crece la cebada, y que se extiende hacia el oeste y hacia la cumbre. La aldea propiamente dicha está mal construida, y es moderna, con ruinas de una iglesia cruzada de Neby Yahyah (San Juan el Bautista) hacia el noroeste . (...)

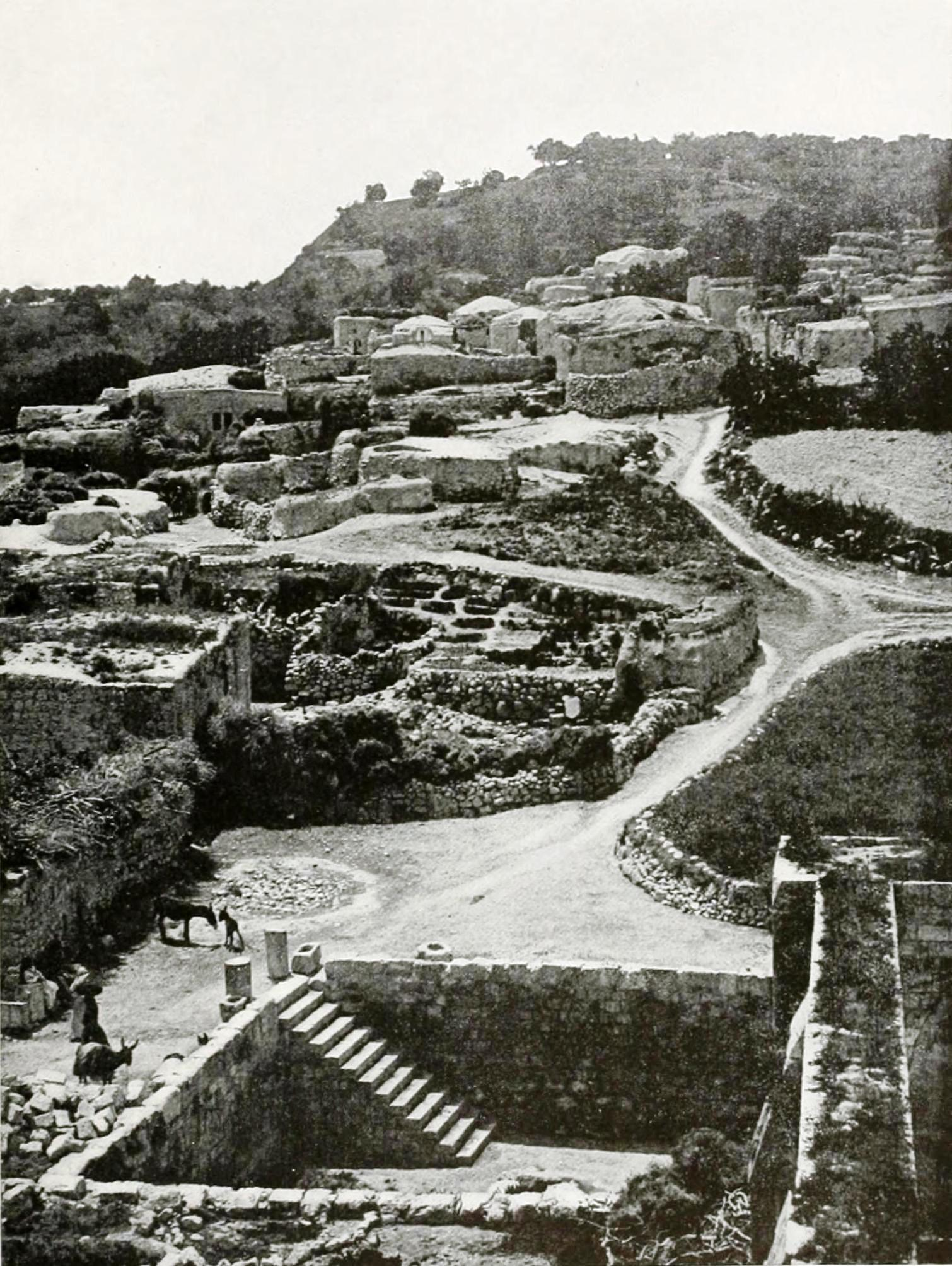
Ruinas de Sebastia (1910)

Hay un sarcófago en el camino que sale hacia el nordeste, pero no se han descubierto todavía tumbas excavadas en la roca de la colina, aunque posiblemente estén escondidas debajo de las tierras de labranza actuales. Hay un gran cementerio de tumbas excavadas en la roca hacia el norte, al otro lado del valle. Los alrededores de Samaria (Sebastia) están bien provistos de agua. Se encontró (en 1872) una corriente en el valle al sur de la colina que en los meses de julio y agosto, y proviniendo del manantial (Ain Harun), proporciona una buena cantidad de agua potable, y un conducto lleva desde esta hasta un pequeño molino en ruinas. Hay huertos de verduras bajo el manantial. Hacia el este hay un segundo manantial llamado 'Ain Kefr Ruma, y el valle aquí también se llena de agua durante parte del año, con otros manantiales más arriba. La superficies para trillar los cereales en la aldea se encuentran en la planicie al noroeste de las casas. Los habitantes son un tanto turbulentos en su carácter y, por lo que parece, son ricos, ya que poseen muy buenas tierras. Hay un obispo griego que, sin embargo, no reside aquí; la mayoría de los habitantes son musulmanes, pero hay algunos cristianos griegos."

### Mandato británico de Palestina
A la conclusión de la Primera Guerra Mundial, y tras la derrota del Imperio Otomano a manos de las tropas aliadas, la provincia otomana de Palestina pasó a constituir el Mandato británico de Palestina. En el censo de 1922, realizado ya por las autoridades del Mandato, Sabastia tenía una población de 572 habitantes; 562 musulmanes y 10 cristianos. La población creció en el censo de 1931, cuando la aldea tenía 753 habitantes, clasificados por sus creencias como 731 musulmanes, 20 cristianos y 2 judíos, que vivían en un total de 191 casas.
En el censo de 1945, según un estudio oficial de tierra y población, Sebastia tenía ya una población de 1.020 habitantes, todos ellos árabes, con 5.066 dunams de superficie. De estos, 1.284 estaban considerados plantaciones o tierra de regadío, 3.493 se usaban para cosechar cereales, y 86 dunams constituían terreno urbanizado.

### Ocupación jordana
La negativa árabe a aceptar la resolución 181 de la Asamblea General de las Naciones Unidas el 29 de noviembre de 1947, que establecía la división del antiguo mandato británico de Palestina en dos estados, uno árabe (Palestina) y uno judío (Israel), desembocó en la guerra árabe-israelí de 1948. Tras el armisticio de 1949, Cisjordania quedó bajo un régimen de ocupación militar jordana. El 24 de abril de 1950, Jordania se anexionaba formalmente Cisjordania y Jerusalén Este, si bien este movimiento fue considerado ilegal según las normas internacionales y tan solo fue reconocido por tres paísesː Reino Unido, Irak y Pakistán.

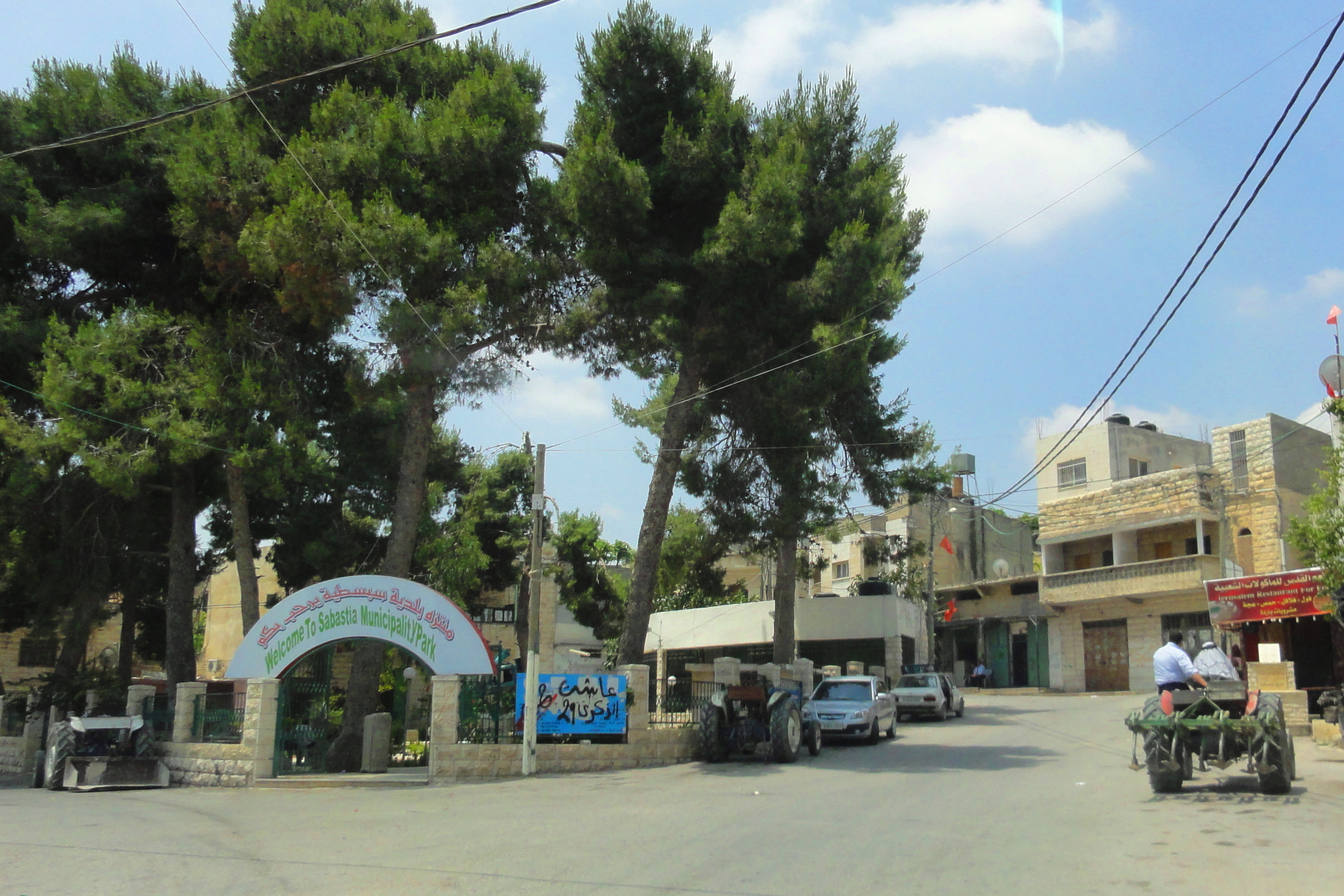
Plaza del pueblo (2011)

### Ocupación israelí
Tras la guerra de los Seis Días de 1967, Israel ocupó militarmente Cisjordania, la Franja de Gaza, Jerusalén Este, los Altos del Golán y la Península del Sinaí. Si bien esta última fue devuelta a Egipto tras los Acuerdos de Paz de Camp David de 1978 y la Franja de Gaza fue parcialmente evacuada en 2005, tanto esta como Cisjordania, Jerusalén Este y los Altos del Golán siguen estando consideradas a día de hoy como territorios ocupados por Israel.
A finales de 1976, el movimiento colonial israelí Gush Emunim, intentó establecer un asentamiento en la estación de tren otomana. El gobierno israelí no aprobó dicha medida y el grupo que fue desalojado del lugar fue posteriormente alojado en el asentamiento de Elon Moreh, cercano a Nablus.
Durante las numerosas visitas que los turistas israelíes realizan al yacimiento arqueológico de Sebastia, especialmente durante las vacaciones judías, la zona se convierte en un lugar de acceso "solo para israelíes". En agosto de 2020, algunos de ellos se quejaron de la bandera palestina que ondeaba en la plaza principal del municipio, por lo que el ejército israelí ordenó al ayuntamiento que la retirase de inmediato porque "es necesario para mantener la seguridad en la región". La renovación de la plaza, incluida la colocación del asta y de la bandera, ha sido financiada por Bélgica y había sido aprobada por las autoridades militares israelíes en 2018.En julio de 2023, tropas israelíes mataron a un joven de 19 años, Fawzi Makhalfeh, mientras conducía con un amigo hacia la fábrica de su padre. Los médicos que realizaron la autopsia sacaron más de 50 balas de su cuerpo.
En 2024, en el contexto de la guerra Israel-Gaza, el alcalde de Sebastia, Mohamed Azem, denunció que la ciudad había sido cercada por tropas israelíes y que se estaban haciendo cada vez más frecuentes los ataques de los colonos, quienes vandalizaban los sitios arqueológicos y robaban restos históricos.  A mediados de mayo de 2025, las autoridades israelíes dieron comienzo a una nueva excavación en la zona con el fin de crear un parque arqueológico en lo que consideran que es la antigua ciudad de Shomron, que será solamente accesible para israelíes.

## Geografía
El pueblo de Sebastia se encuentra a unos 10 kilómetros al noroeste de Nablus, encuadrado administrativamente en la gobernación homónima. Está situado en una colina a 439 metros por encima del nivel del mar, en un cruce de caminos clave entre dos grandes vías históricasː la que unía Nablus con Yenín y la que llevaba del valle del Jordán hasta la costa del mar Mediterráneo. En un día claro se puede ver el Mediterráneo desde ella.
Sebastia se encuentra rodeada de asentamientos israelíes. El más cercano de ellos es Shavei Shomron, a menos de dos kilómetros de distancia. Según los Acuerdos de Oslo, el pueblo de Sebastia se encuentra entre las Áreas A y B, bajo cierto grado de control palestino; sin embargo, los yacimientos arqueológicos de la localidad están en el Área C, bajo control israelí. Esto significa que las autoridades locales no pueden acceder a ellos sin autorización israelí, y no pueden desarrollar en ellos labores de mantenimiento y mejora.

## Demografía
Según el censo de 2007 de la Oficina Central de Estadísticas de Palestina, Sebastia (Sabastiya) tenía una población de 2.614 habitantes, de los que 1.308 eran mujeres y 1.306 hombres. Había un total de 515 unidades familiares, con una media de 5,1 personas por familia.

## Turismo

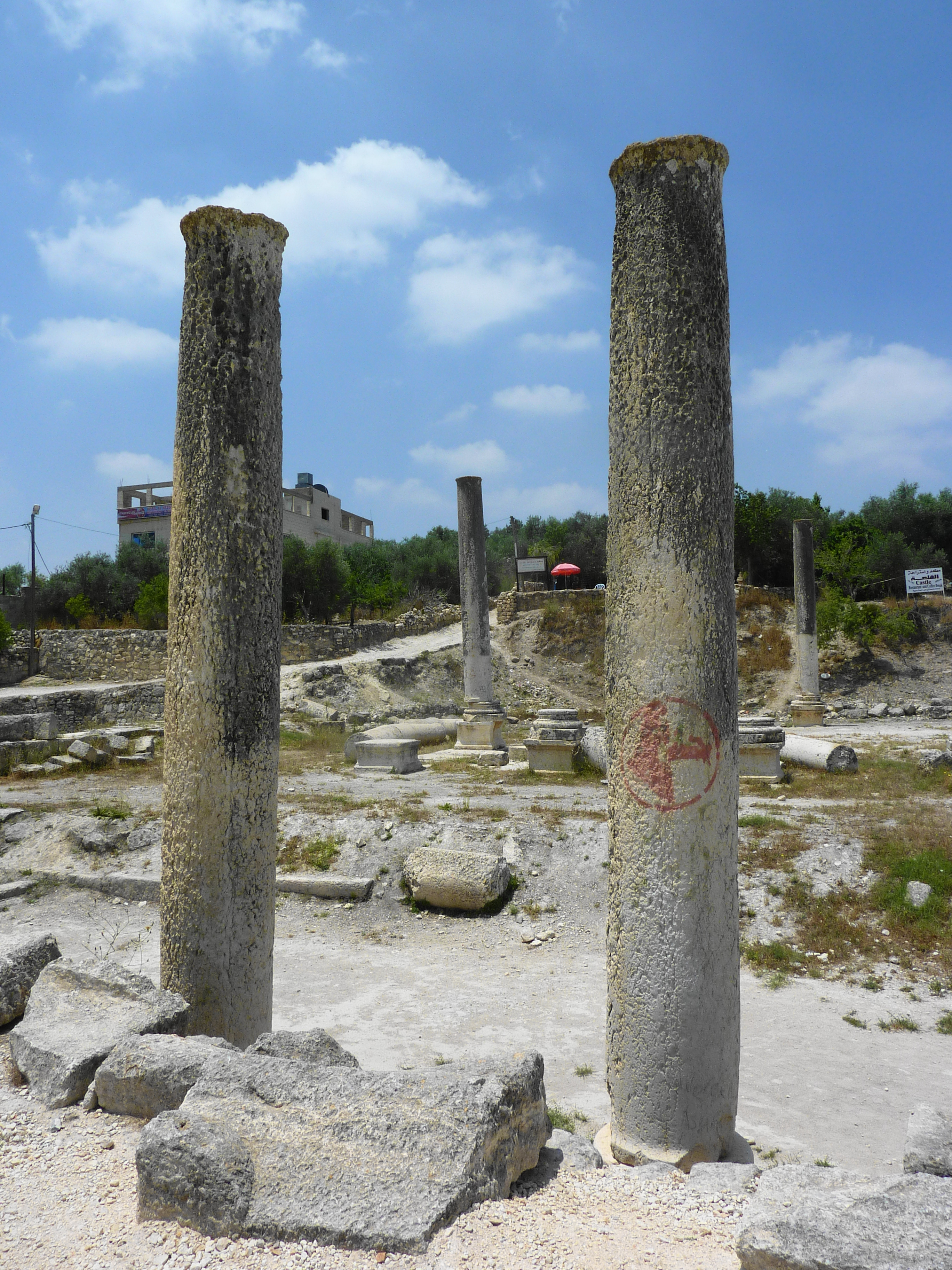
Columnas de época herodiana

El yacimiento arqueológico de Sebastia es uno de los más importantes de toda la región. En Sebastia se encuentran numerosos yacimientos arqueológicos que se extienden por aproximadamente un kilómetro cuadrado. El antiguo yacimiento de Samaria-Sebaste está ubicado por encima de la zona urbanizada del pueblo actual, en la ladera oriental de la colina. Las ruinas se expanden por casi toda la ladera y contienen restos de seis culturas que se asentaron sucesivamente en la zona desde hace más de 10.000 añosː cananea, israelita, helenística, herodiana, romana y bizantina.
Entre los más importantes restos todavía visibles en Sebastia destacan la Mezquita de Nabi Yahya, construida sobre una catedral de tiempos cruzados que a su vez fue erigida sobre el lugar donde se hallan los restos de Juan el Bautista; una ciudad romana que cuenta con un teatro, un tribunal, un foro, una torre helenística, un Templo de Augusto, una basílica construida por Septimio Severo y una larga columnata a lo largo del camino de entrada; los restos de la ciudad de Samaria, capital del Reino de Israel durante los siglos VIII y IX, que incluyen el palacio de Omrí, soberano de dicho reino durante parte del siglo IX; y las tumbas de otros profetas (aparte de Juan el Bautista), como Absías o Eliseo, también bajo la Mezquita de Nabi Yahya. Además, hay dos murallas exteriores, tumbas reales romanas y una iglesia bizantina, así como unos cuantos edificios de época medieval y muchos otros de época otomana que se conservan en buen estado. También se descubrió en una de las habitaciones una importante colección de piezas de marfil.
Cerca del foro romano se ha construido un centro de interpretación del yacimiento. Sin embargo, últimamente ha sufrido el abandono de las administraciones israelí y palestina, responsables ambas del yacimiento según los Acuerdos de Oslo de 1995. Por otro lado, ha sufrido varios ataques por parte de ladrones de antigüedades. "El yacimiento de Sebastia está abandonado y sin ningún tipo de control desde el año 2000", afirma el arqueólogo palestino Osama Hamdam. Desde 2012, Sebastia se encuentra en la lista de candidatos a Patrimonio de la Humanidad a propuesta de Palestina.

### Excavaciones
Las excavaciones comenzaron a principios del siglo XX, primero cuando Palestina pertenecía al Imperio Otomano y luego bajo el Mandato británico de Palestina. La primera de ellas, organizada y desarrollada por arqueólogos de la Universidad de Harvard, fue liderada por G. A. Reisner y C. S. Fisher y se expandió entre los años 1908 y 1910. Durante estas excavaciones se descubrieron 75 ostraca en el palacio de Ajab. La segunda, que tuvo lugar entre 1931 y 1935, fue una expedición conjunta dirigida por J. Crowfoot. En 1967, una nueva campaña arqueológica fue llevada a cabo por las autoridades jordanas, que restauraron, entre otros, el teatro romano.

### Juan el Bautista
Según la tradición, Sebastia fue la ciudad donde fue enterrado Juan el Bautista, venerado tanto por cristianos como por musulmanes. Sus restos se encuentran bajo una catedral de la época de las Cruzadas reconvertida en mezquita, de la que todavía se mantienen visibles el ábside, grandes porciones del muro, una parte considerable de la fachada occidental y un puñado de pilares. En Sebastia hay también una iglesia de tiempos bizantinos dedicada a Juan el Bautista.

## Sede arzobispal
La archidiócesis de Sebastia es parte del Patriarcado Griego Ortodoxo de Jerusalén. Su arzobispo ha sido Theodosios (Hanna) desde 2005.

## Galería

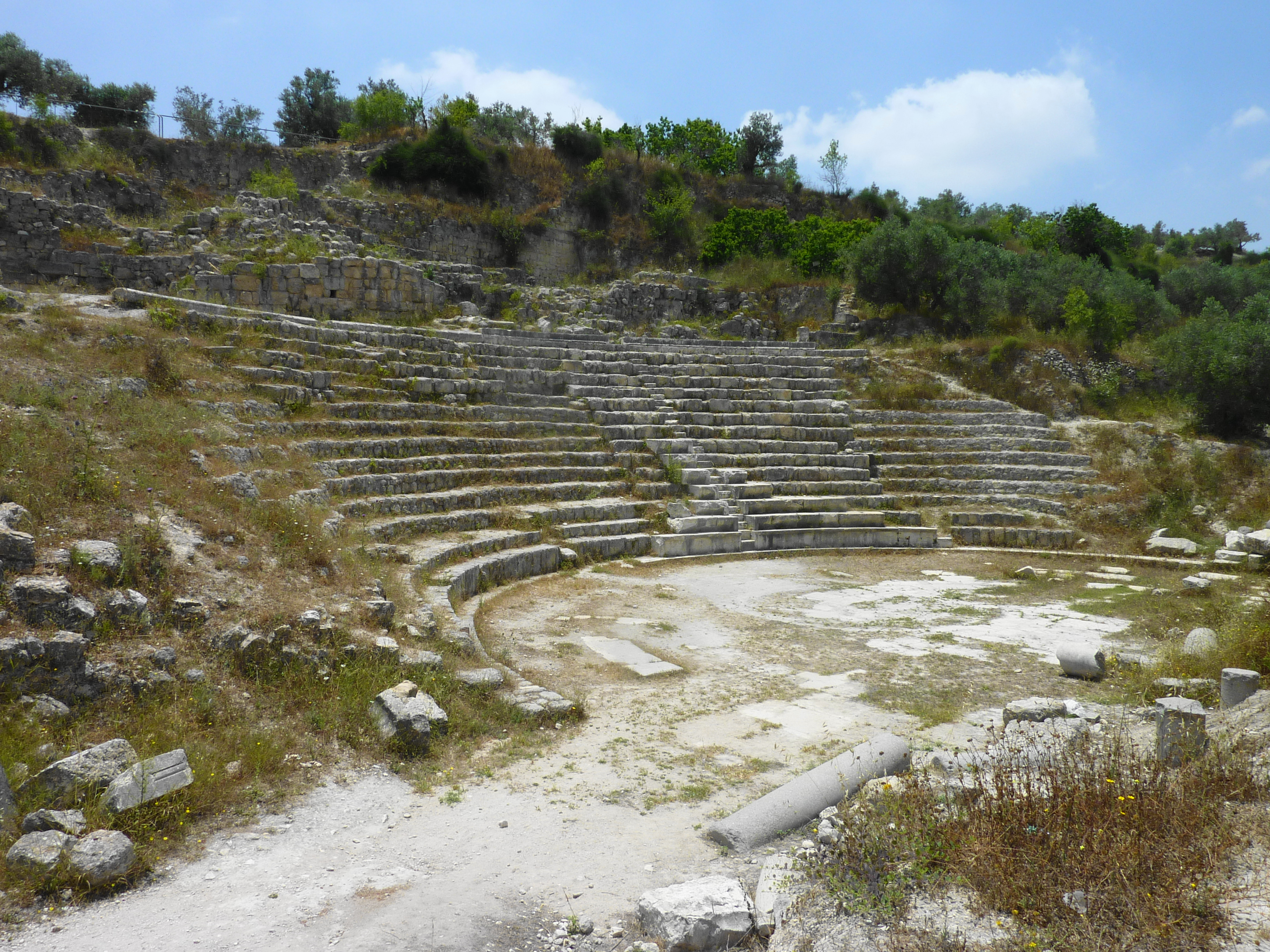
Teatro romano
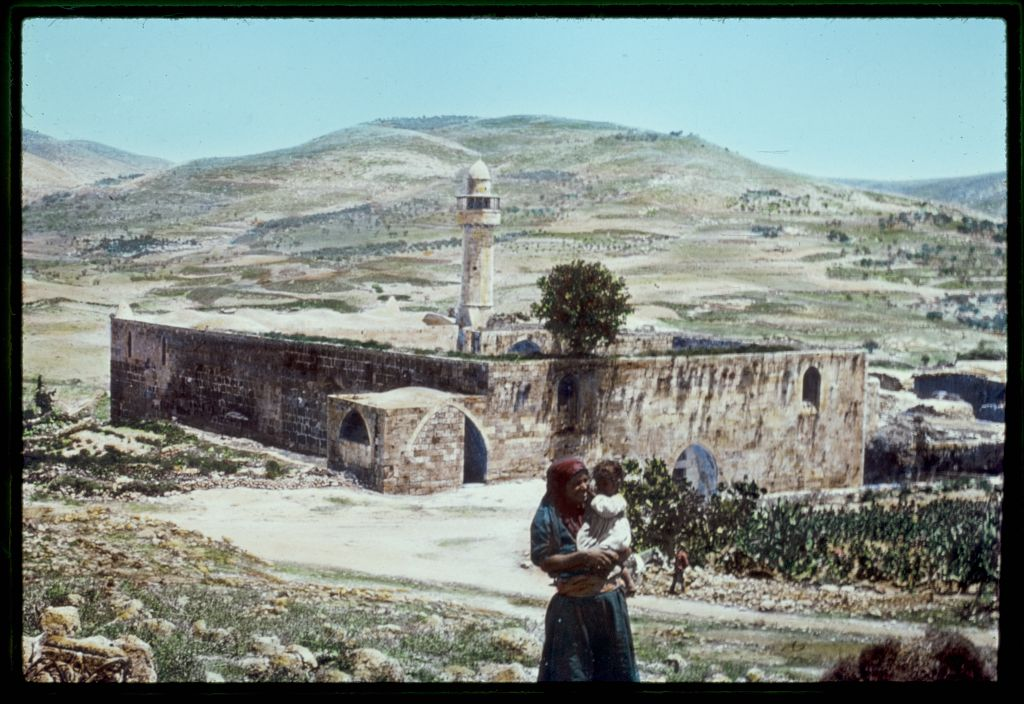
Mezquita de Nabi Yahya
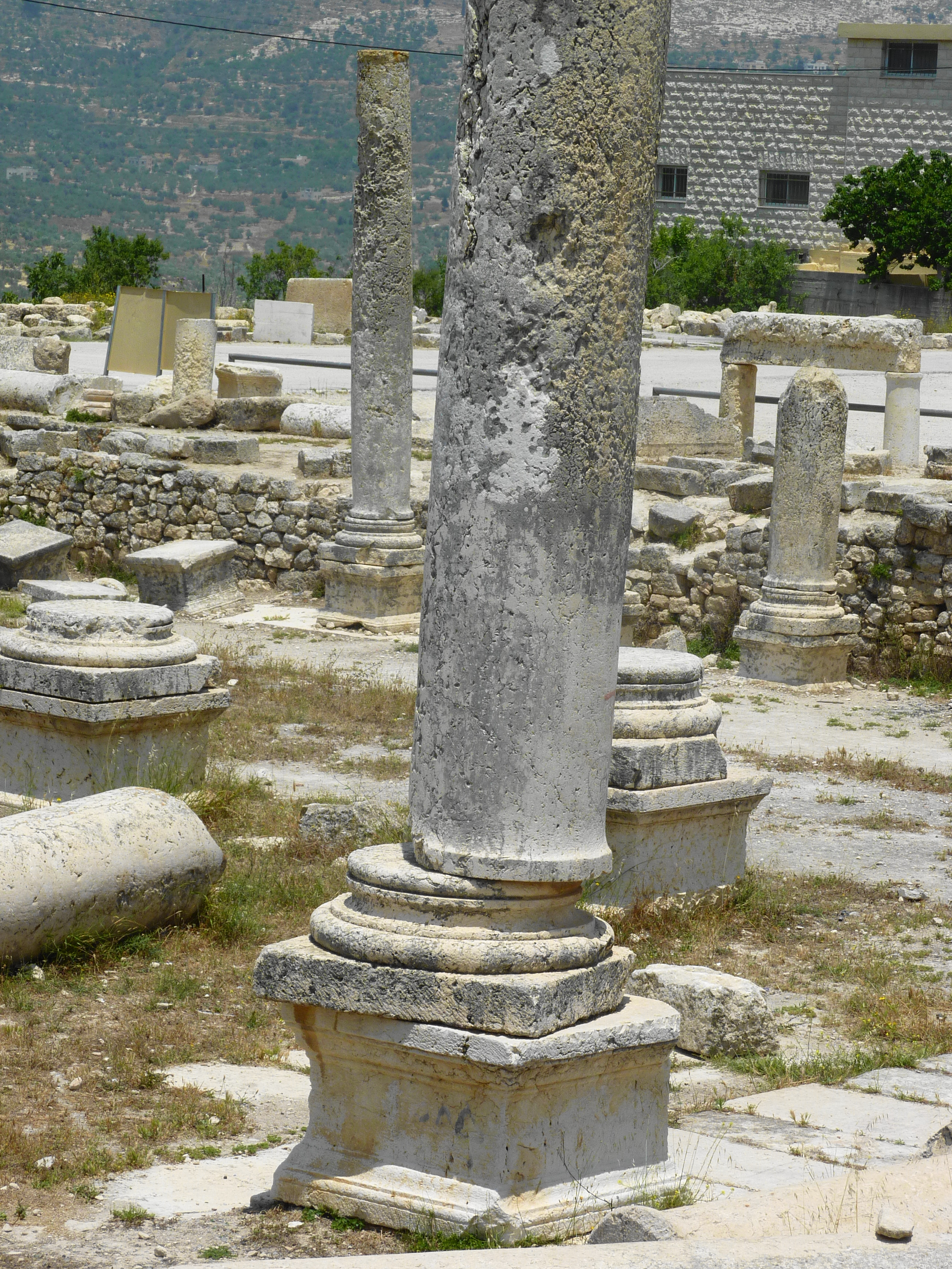
Columnas todavía en pie
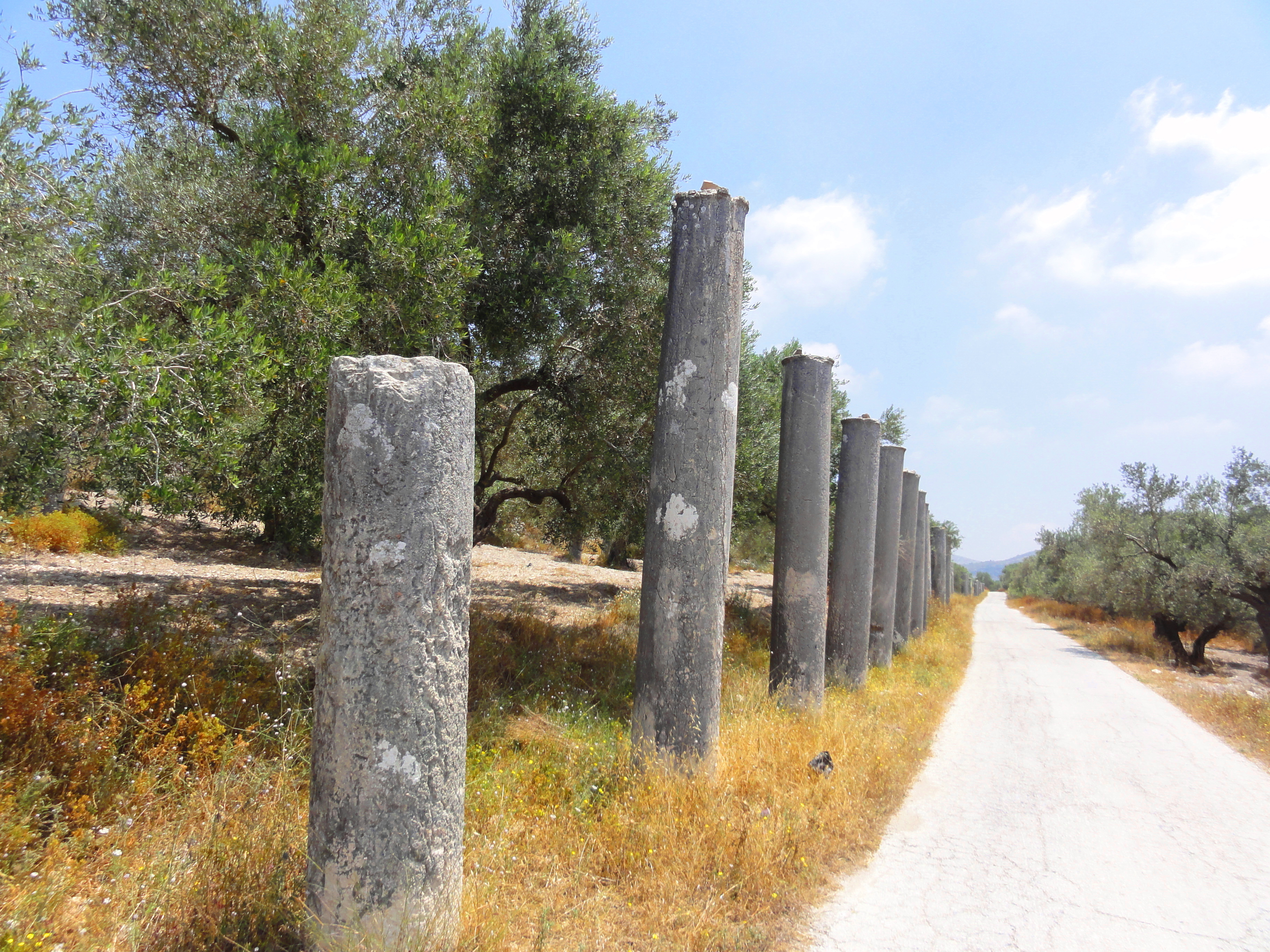
Columnata en un camino cercano
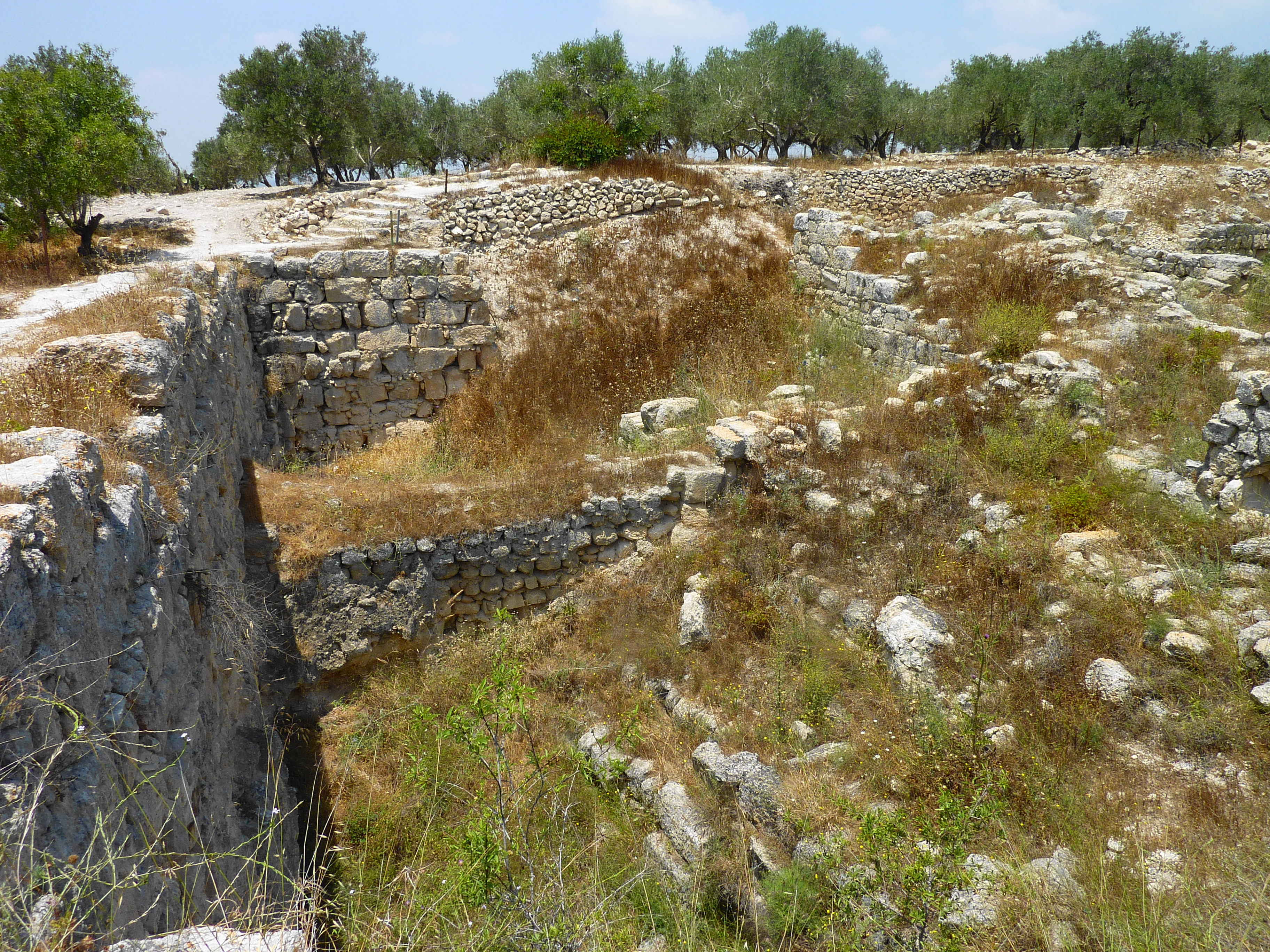
Restos de la ciudad antigua
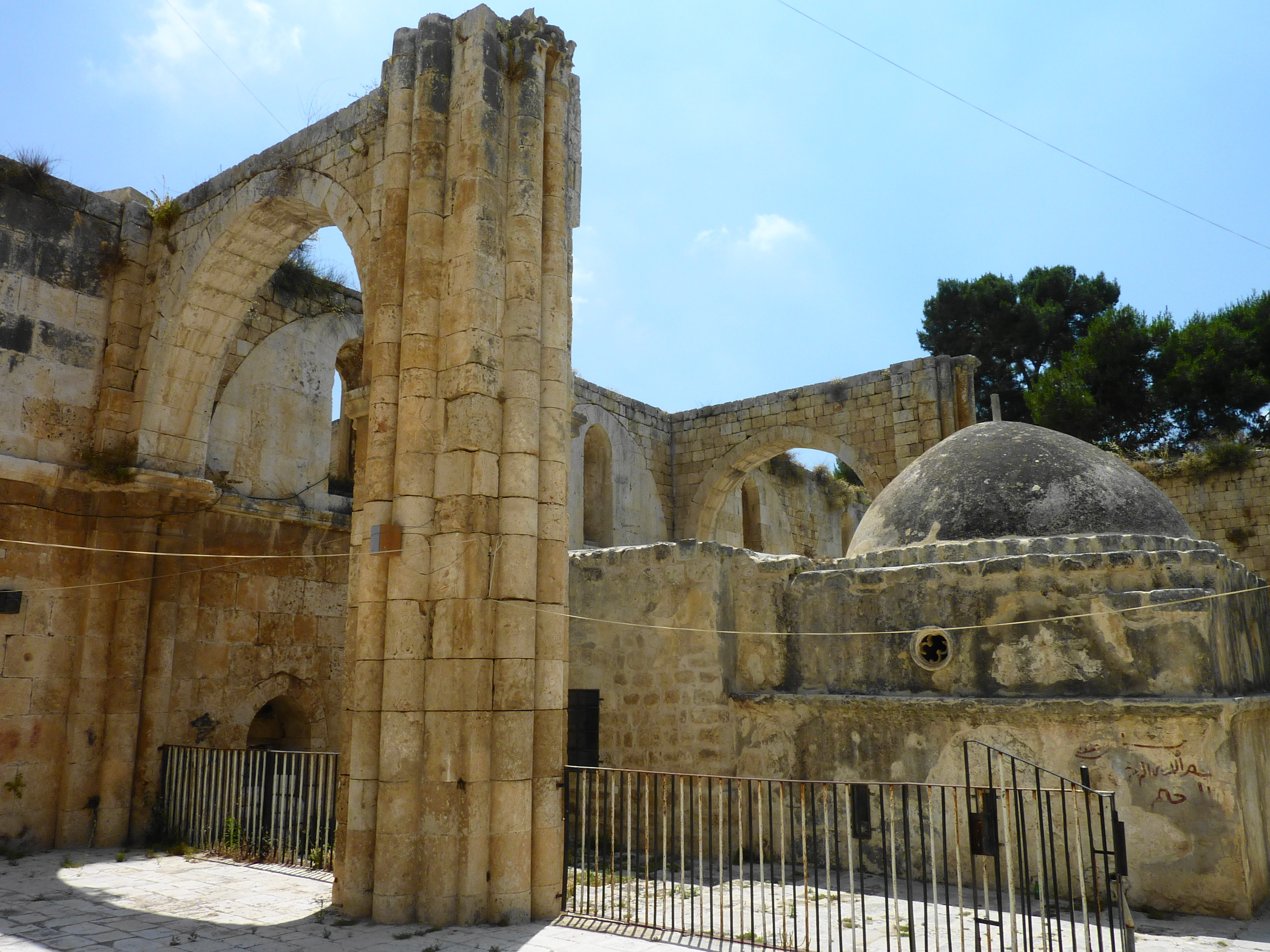
Catedral cruzada
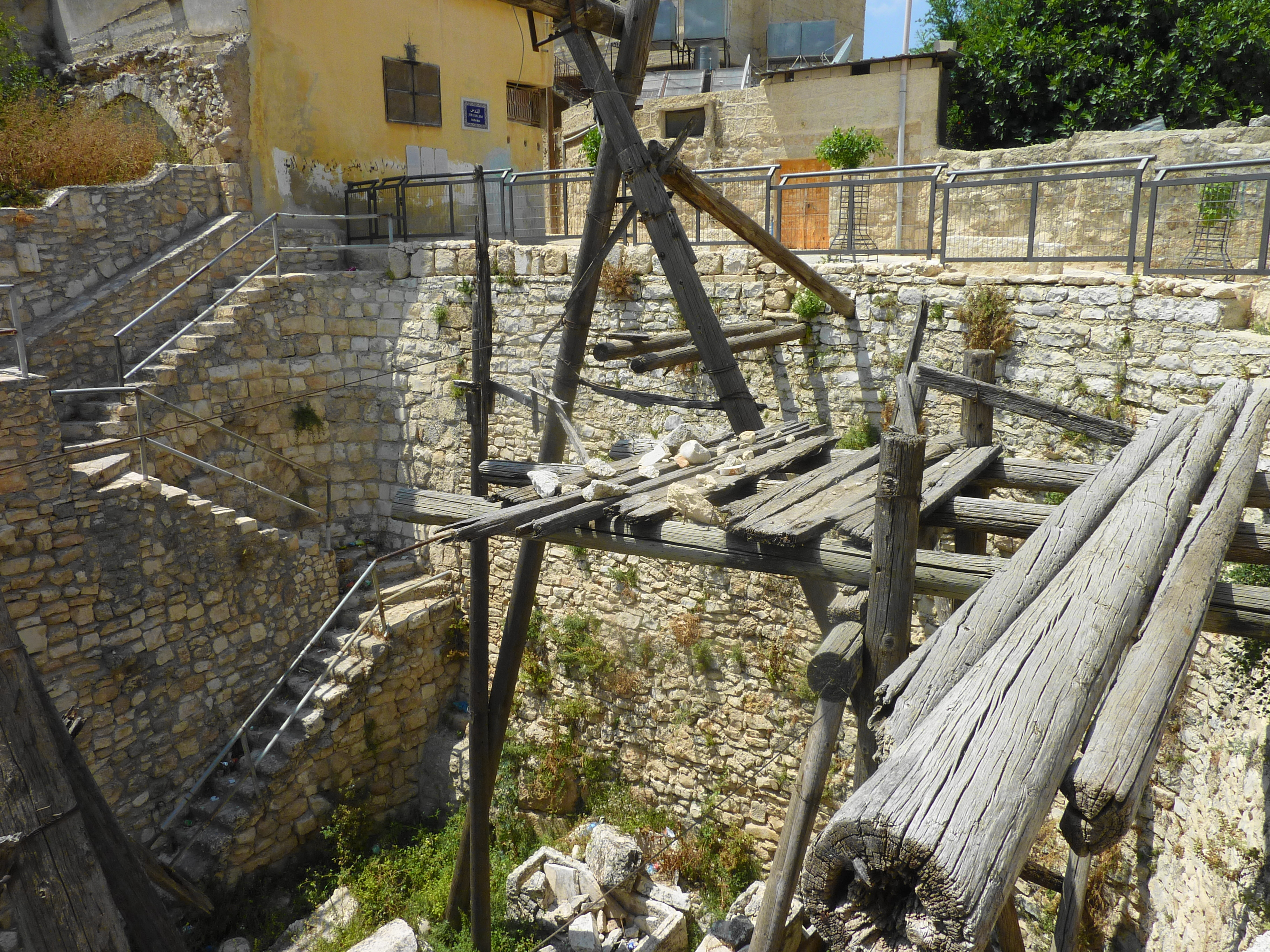
Bajada a las tumbas de los santos
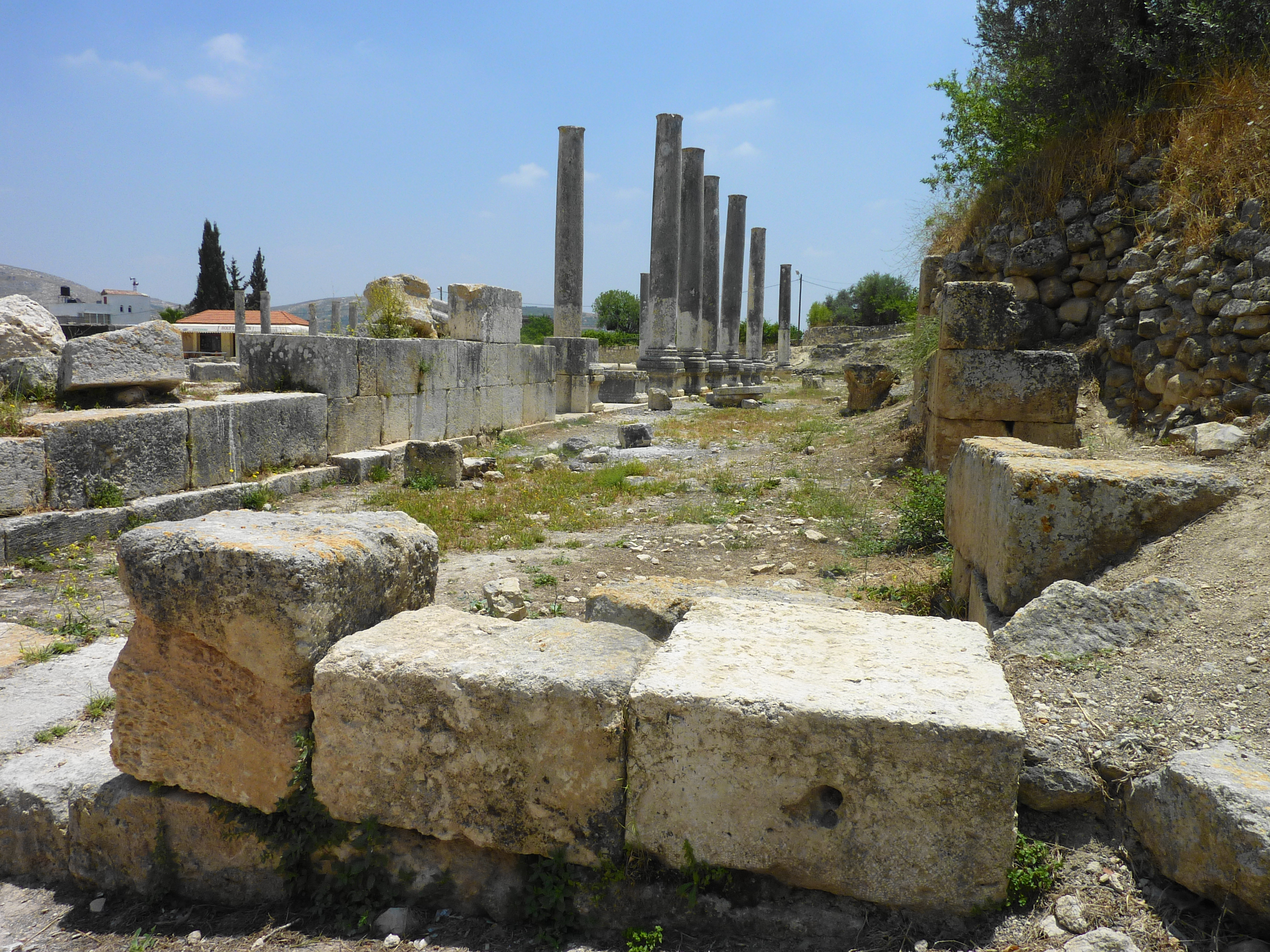
La basílica y el foro
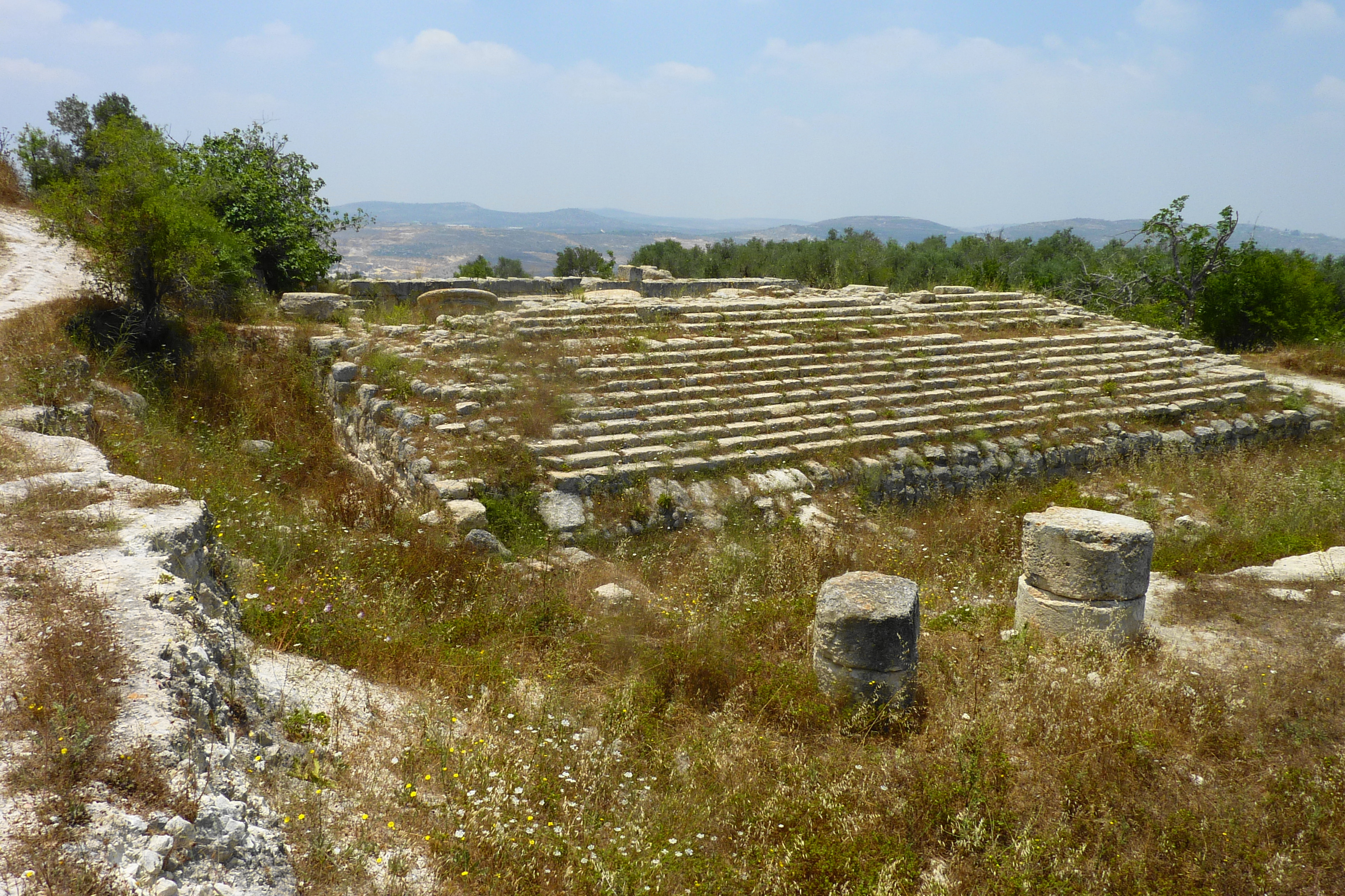
Templo de Augusto